# Wachsmut von Künzingen

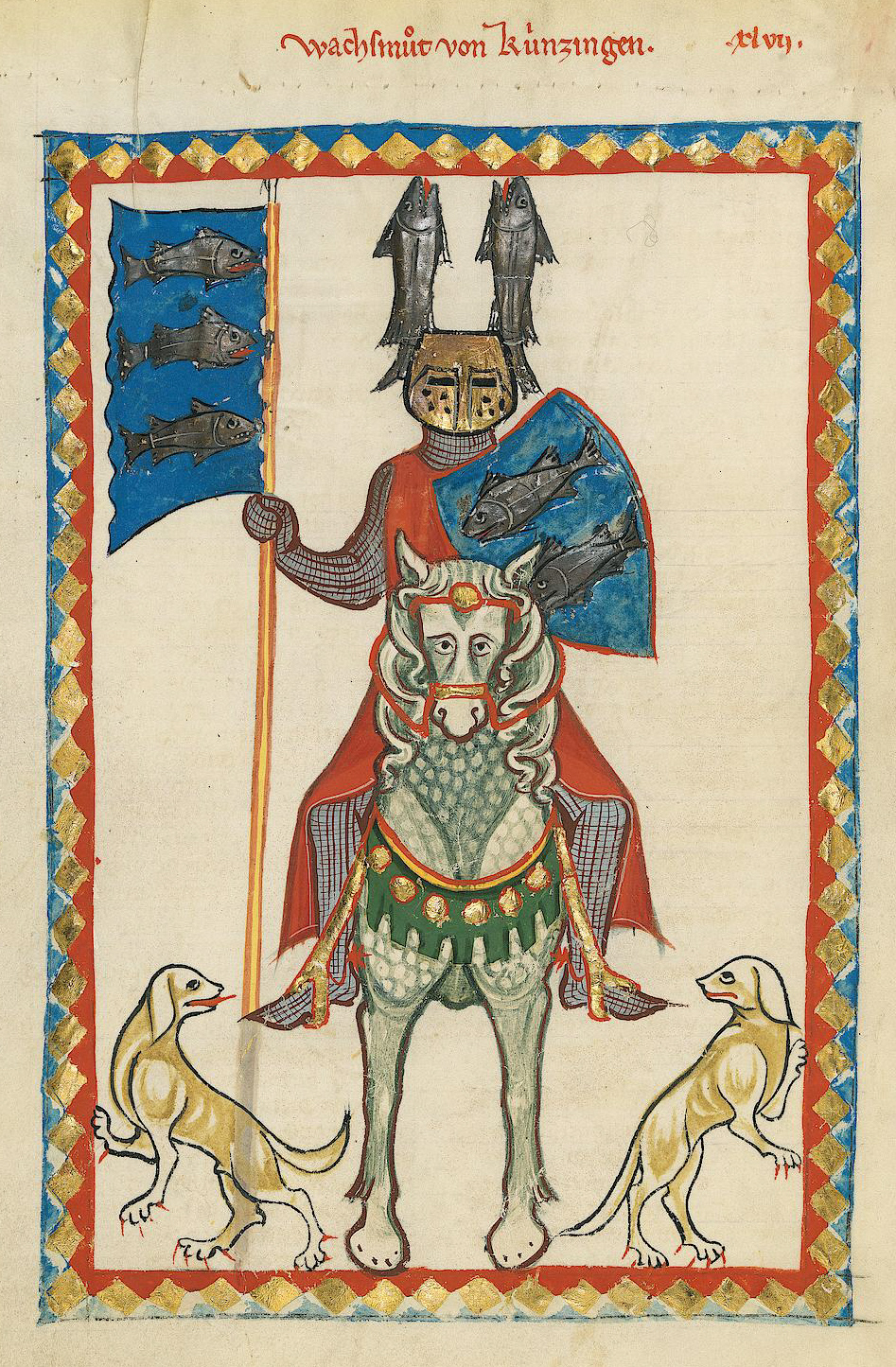
Wachsmut von Künzingen, dargestellt auf fol. 160v des Codex Manesse

Wachsmut von Künzingen (Wahmvot, Her Wahsmuot von Kunzich) war ein Minnesänger, den die Forschung der ersten Hälfte des 13. Jahrhunderts zuordnet.

## Leben
Präzise Lebensdaten sind nicht bekannt. Geografisch wird Wachsmut von Künzingen dem Gebiet des heutigen Großherzogtums Luxemburg zugeordnet. Aufgrund seines Namens wird er mit einem Ministerialengeschlecht in Verbindung gebracht, das in Küntzig, dem heutigen Clemency, beheimatet war. Besonders im 14. Jahrhundert können Mitglieder dieses Geschlechts in Trierer und Luxemburger Urkunden nachgewiesen werden. Eine direkte Verbindung zu Wachsmut von Künzich lässt sich jedoch nicht urkundlich bezeugen. Allerdings weist das Wappen des Ministerialengeschlechts eine deutliche Ähnlichkeit mit dem im Codex Manesse abgebildeten Wappen des Minnesängers auf, was eine Zuordnung Wachsmuts von Künzingen zu diesem Geschlecht plausibel erscheinen lässt.
Trotz der wenigen biographischen Anhaltspunkte lässt sich Wachsmut von Künzingen zeitlich grob in die erste Hälfte des 13. Jahrhunderts einordnen. Ein Indiz hierfür ist etwa die Tatsache, dass sein Werk eine deutliche Bekanntschaft mit den Liedern Walthers von der Vogelweide, Heinrichs von Morungen und Reinmars aufweist. Es ist also sehr wahrscheinlich, dass Wachsmut von Künzingen Werke dieser Sänger bekannt waren.
Da das Werk Wachsmuts von Künzingen in den Liedern des von 1240 bis 1286 bezeugten Walther von Klingen sowie beim Marner erwähnt wird, lässt sich der Lebens- bzw. Schaffenszeitraum weiter eingrenzen. Zudem wird sowohl in Totenklagen des Marners (Strauch XIV, 18) als auch Reinmars von Brennenberg (KLD 44, IV, 13) der Tod eines Sängers namens Wachsmut betrauert. Dies deutet auf einen Todeszeitpunkt des Sängers vor 1260 hin, sofern der erwähnte Verstorbene zweifelsfrei als Wachsmut von Künzingen identifiziert werden kann. Eine weitere Erwähnung findet Wachsmut von Künzingen in Gerdruts Polemik gegen die Fernliebe (KLD 13, Ia). Da die Datierung der unter diesem Namen tradierten Strophen jedoch äußerst unsicher ist, trägt diese Erwähnung wenig zur genaueren Eingrenzung der Lebenszeit bei.

## Überlieferung
Unter dem Namen Wachsmut von Künzingen überliefern die Kleine Heidelberger Liederhandschrift und die Weingartner Liederhandschrift B jeweils neun Strophen. Zudem tradiert der Codex Manesse 19 Strophen.
Für die Töne III und IV im Codex Manesse gibt es keine Parallelüberlieferungen; die übrigen Strophen finden sich in variierter Strophenfolge in allen drei Handschriften. Außerdem finden sich Strophen aus dem Textkorpus Wachsmuts von Künzingen ohne Namensnennung in der Wiener Handschrift und in anderen Textkorpora des Codex Manesse (Kunz von Rosenheim, Niune).
Zehn der im Codex Manesse überlieferten Strophen lassen sich durch Reimwiederkehr zu insgesamt drei Liedern verbinden. Diese Lieder zeichnen sich formal durch häufige Enjambements und Reimresponsionen aus.
Thematisch werden Wachsmut von Künzingens Lieder in der Forschung der Tradition des reflektierenden Minnesangs zugeordnet: ein männliches Sprecher-Ich reflektiert sein Verhältnis zur angesprochenen Dame: es appelliert an die Güte der Dame und klagt über die Distanz zu dieser. Die Klage geht stets mit der Versicherung weiterer Dienstbereitschaft einher. Weiterhin finden sich in den Liedern formelhafte Jahreszeitenbezüge wie Frühjahreseingang und Herbstanalogie.